# For Free (DJ Khaled)
Do You Mind è un singolo del DJ Khaled in collaborazione con Drake, il primo estratto del suo nono album in studio Major Key. Il brano utilizza un campionamento vocale dell'interludio For Free? (Interlude) contenuto nell'album To Pimp a Butterfly di Kendrick Lamar.

## Classifiche
| Classifica (2016) | Posizione massima |
| ----------------- | ----------------- |
| Australia         | 70                |
| Canada            | 47                |
| Francia           | 79                |
| Regno Unito       | 25                |
| Stati Uniti       | 12                |